# Lemierzyce
Lemierzyce is een plaats in het Poolse district  Sulęciński, woiwodschap Lubusz. De plaats maakt deel uit van de gemeente Słońsk en telt 630 inwoners.